# Starka (wieś)
Starka (lit. Starka) − wieś na Litwie, w gminie rejonowej Soleczniki, 7 km na wschód od Koleśników, zamieszkana przez 54 ludzi. Przed II wojną światową w Polsce, w powiecie lidzkim województwa nowogródzkiego.